# Blythtragopan
Der Blythtragopan (Tragopan blythii), auch Blyth-Tragopan geschrieben und Graubauchtragopan genannt,  ist eine Art aus der Familie der Fasanenartigen. Er kommt ausschließlich in Asien vor. Er ist die größte und vermutlich auch die seltenste Art in der Gattung der Tragopane. Es werden zwei Unterarten unterschieden.
Die Bestandssituation des Blythtragopan wird mit „gefährdet“ (vulnerable) angegeben.

## Erscheinungsbild
Die Männchen der Blythtragopane erreichen eine Körpergröße von 65 bis 70 Zentimetern. Sie erreichen durchschnittlich ein Körpergewicht von 1.930 Gramm. Die Weibchen bleiben etwas kleiner und erreichen eine Körpergröße von 58 bis 59 Zentimetern. Sie wiegen zwischen 1000 und 1.500 Gramm.
Wie alle Tragopane weist der Blythtragopan einen ausgeprägten Sexualdimorphismus auf. Die Männchen haben eine auffällige orangegelbe Kopfzeichnung, die schwarz abgesetzt ist. Der hintere Scheitel, der Nacken, Hals, die Oberbrust und der Flügelbug sind dunkel orangerot. Auf der Körperoberseite sind die einzelnen Federn schmal schwarz gesäumt und weisen isabellfarbene, schwarzgesäumte v-förmige Querbänder und einen kastanienroten Endabschnitt auf. Die längeren, breiten Oberschwanzdecken weisen am Ende weiße Mittelflecken mit einer breiten rotbraunen Umrandung auf. Die Schwanzfedern sind schwarz mit einer unregelmäßigen isabellfarbenen Bänderung auf dem basalen Drittel. Die hintere Brust und der Bauch sind rauchgrau, die einzelnen Federn haben helle Zentren, die sich deutlich von den dunkleren Federsäumen abheben. Die Flanken und die Schenkel sind schwarz und isabellfarben gesprenkelt. Die Iris ist braun, der Schnabel ist dunkel hornfarben und die Beine sind rosabräunlich.
Bei den Weibchen ist die Körperoberseite schwarzbraun und weiß gemustert. Jede einzelne Feder weist außerdem einen lanzettförmigen gelben Schaftstrich auf. Kinn und Kehle sind weißlich, die Körperunterseite ist dunkelbraun mit einer schmutzigweißen Fleckung. Der Schnabel der Weibchen ist hornfarben. Die Iris ist braun,  die Orbitalhaut ist gelblich.

## Verbreitung und Lebensraum

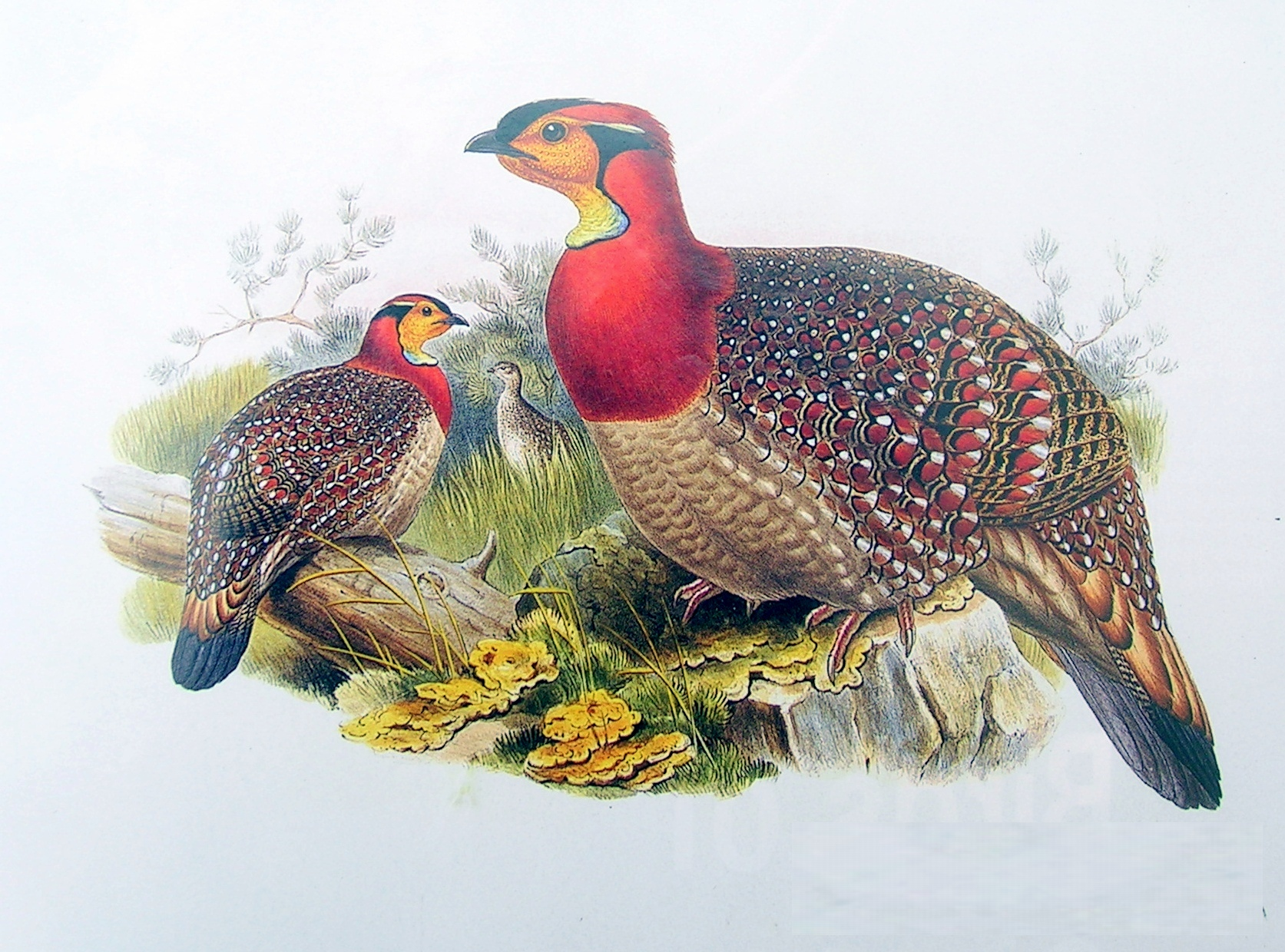
Blythtragopan, Darstellung aus dem Jahr 1883

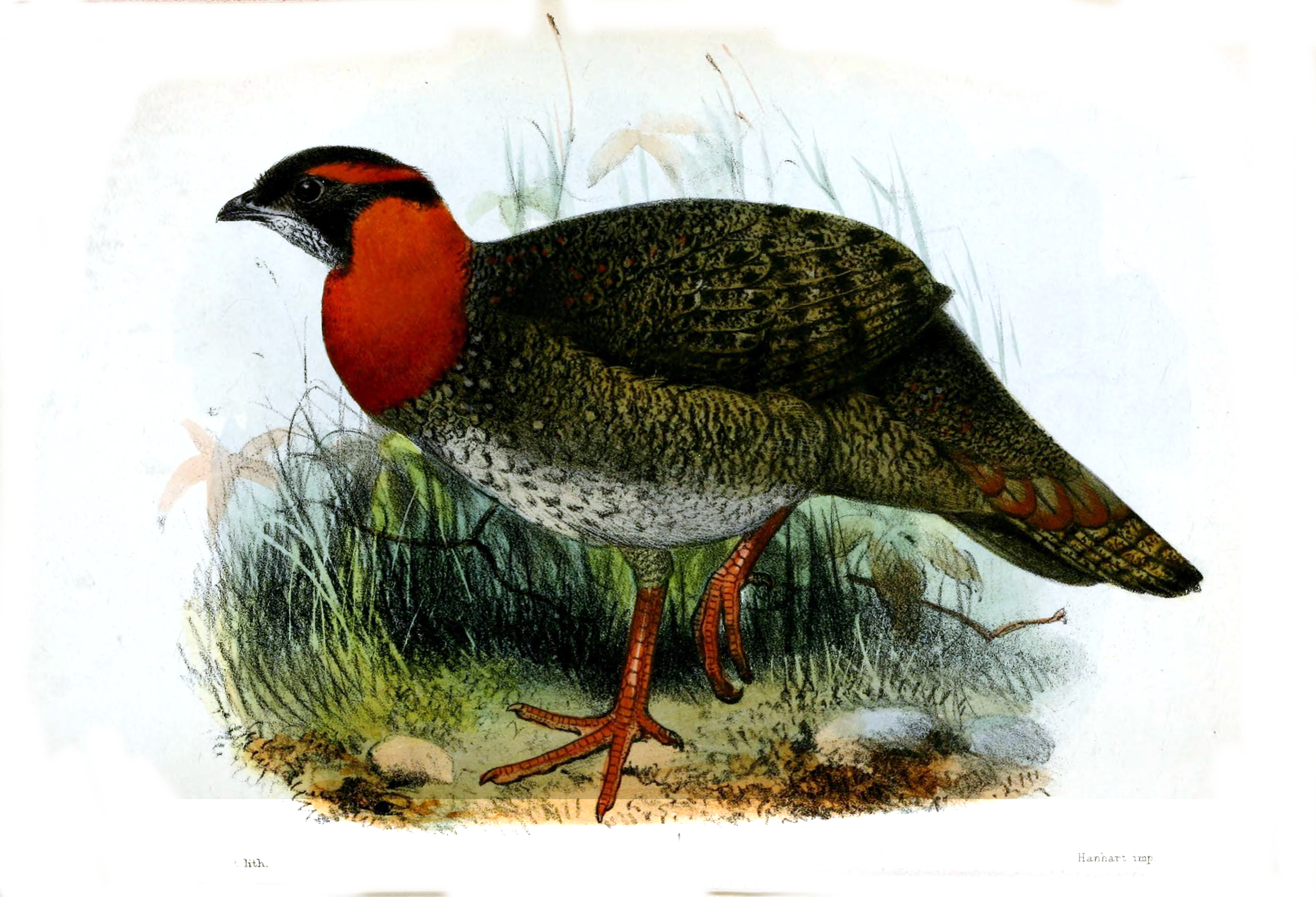
Darstellung eines Männchens

Der Blythtragopan kommt im Nordosten des indischen Halbkontinents vor. Das Verbreitungsgebiet reicht vom Osten Bhutans bis in den Nordosten Indiens. Er kommt auch im extremen Südosten Tibets vor. Er kommt dort in Höhenlagen zwischen 1000 und 3000 Metern vor. Sein Lebensraum dort sind kühle, regenreiche Regionen mit dichten, immergrünen Laubwäldern, die von reichhaltigem Unterholz geprägt sind. Sie halten sich dort vor allem in schattigen Schluchten auf, durch die Bergbäche fließen, an deren Ufer Stauden und Farne stehen. Der Blythtragopan ist zwar grundsätzlich ein Standvogel, er unternimmt in Reaktion auf Witterungsbedingungen und Nahrungsangebot in seinem Verbreitungsgebiet Höhenwanderungen.

## Lebensweise
Der Blythtragopan gilt als der bislang am wenigsten erforschte Tragopan. Das Fortpflanzungsverhalten in freier Wildbahn ist noch weitgehend unbekannt. Die wenigen bisher gefundenen Gelege umfassten zwei bis fünf Eier.
Im nordindischen Kohima-Zoo, in dem es ein Erhaltungszuchtprogramm gibt, balzen die Blythtragopane im März etwa vier Wochen lang. Ihre Gelege legen sie in hoch aufgehängte Nistkörbe – in freier Wildbahn befanden sich die Nester ebenfalls hoch über dem Erdboden in Bäumen. Die Brutzeit betrug 28 bis 30 Tage. Der männliche Elternvogel setzte sich auf die Eier, wenn der weibliche das Nest verließ.

## Bestandssituation
Der Blyth-Tragopan ist ein seltener Vogel. Er ist in allen Teilen seines Verbreitungsgebietes geschützt, trotzdem nimmt der Bestand unverändert ab. Wesentlicher Grund für diesen Bestandsrückgang ist der Verlust an geeigneten Lebensräumen durch Entwaldung. Dies ist auf Holzeinschlag, Brandrodung und auch Beweidung zurückzuführen. Vor allem in Nordindien wird er darüber hinaus als Fleischlieferant bejagt. Zu seinem Schutz trägt bei, dass ein Teil seines Verbreitungsgebietes in Naturschutzreservaten liegt. Dazu gehören unter anderem der Phawngpui Blue Mountain National Park in Mizoram, Indien, der Thrumshingla-Nationalpark in Bhutan und der Gaoigongshan Nationalpark in der Volksrepublik China.

## Blythtragopan und Mensch

### Haltung

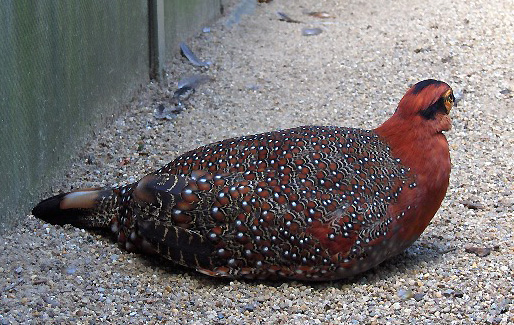
In menschlicher Obhut gehaltener Blythtragopan, Männchen

Der Blythtragopan wurde bereits im Jahr seiner Erstbeschreibung im Londoner Zoo gehalten. Es handelte sich um ein Männchen, das aus Assam stammte und in London ein halbes Jahr überlebte. 1882 wurden weitere Blythtragopane importiert und 1883 erhielten sowohl ein französischer Hobbyzüchter als auch der Berliner Zoo je ein Paar, die beide 1884 erfolgreich züchteten. Er wurde auch in den Jahren danach wiederholt erfolgreich gezüchtet. Die Nachzuchten in Europa endeten jedoch in den Jahren des Zweiten Weltkrieges.
Die Zucht in Europa wurde nach dem Ende des Zweiten Weltkrieges wieder aufgenommen, die Zuchttiere jedoch mit Satyrtragopanen gekreuzt. Im indischen Assam wurde im Kohima-Zoo 1973 mit einem Zuchtprogramm für diese Art begonnen, um die Wildbestände zu stützen. Aus dieser Zucht wurden 1983 außerdem zwei Zuchtpaare nach Europa exportiert, um dort eine europäische Erhaltungszucht zu begründen.

### Dedikationsnamen
Der Blythtragopan ist nach Edward Blyth (1810–1873) benannt. Er gilt als einer der Begründer der indischen Zoologie. 1841 reiste er nach Indien, um der Kurator der Royal Asiatic Society of Bengal zu werden. Er begann mit der Aktualisierung der Kataloge des Museums und veröffentlichte 1849 einen Katalog über die Vögel der Asiatic Society (Catalogue of the Birds of the Asiatic Society). Selbst konnte er nicht viel Feldarbeit leisten, aber er beschrieb viele Vogel-Arten, die er von Hume, Tickell, Swinhoe und anderen bekam. Bis 1862 blieb er Kurator, zu dem Zeitpunkt zwang ihn seine schlechte Gesundheit zur Rückkehr nach England. 1881 wurde sein Werk The Natural History of the Cranes veröffentlicht.

## Unterarten
Bisher sind zwei Unterarten bekannt:
- Tragopan blythi molesworthi Baker, ECS, 1914[10] kommt im Osten Bhutans, dem Süden Tibet bis in den Nordosten Assams vor.
- Tragopan blythi blythii (Jerdon, 1870)[11] ist im Nordosten Indiens über den Südwesten Chinas und Myanmars verbreitet.

## Belege

### Einzelbelege
1. ↑  Grummt, H. Strehlow (Hrsg.): Zootierhaltung Vögel. S. 233
2. ↑  Tragopan blythii in der Roten Liste gefährdeter Arten der IUCN 2013.2. Eingestellt von: BirdLife International, 2012. Abgerufen am 16. Oktober  2016.
3. ↑  Madge et al., S. 285
4. ↑  Raethel: Hühnervögel der Welt, S. 506.
5. 1 2 3 4  Raethel: Hühnervögel der Welt, S. 507.
6. ↑  Martin Walters: Die Signale der Vögel - Was Vögel über die Umwelt verraten. Haupt, Bern 2011, ISBN 978-3-258-07682-9, S. 140.
7. 1 2  Raethel: Hühnervögel der Welt, S. 508.
8. ↑  Bo Beolens, Michael Watkins: Whose Bird? Men and Women Commemorated in the Common Names of Birds. Christopher Helm, London 2003, S. 205 (englisch).
9. ↑  IOC World Bird List Pheasants, partridges, francolins
10. ↑  Edward Charles Stuart Baker, S. 18.
11. ↑  Thomas Caverhill Jerdon, S. 60.